# George Howard-Chappell
Pour les articles homonymes, voir Howard et Chappell (homonymie).
George Howard-Chappell est un ingénieur automobile britannique.

## Biographie
George Howard-Chappell rejoint Prodrive en 1998, alors que cette dernière est engagée avec Honda en championnat britannique des voitures de tourisme.
Il mène à bien le projet de fabrication de la  Ferrari 550 GTS Maranello par Prodrive. La victoire aux 24 Heures du Mans dans la catégorie GTS est acquise en 2003. À la fin de l'année 2004, il devient team principal d'Aston Martin Racing. L'Aston Martin DBR9 remporte deux victoires aux 24 Heures du Mans en 2007 et en 2008, dans la catégorie LM GT1. Il quitte la firme Prodrive en 2011.
Depuis 2015, il est chef de projet chez Multimatic Motorsport, où il participe au programme de développement de la Ford GT,, engagée à partir de 2016 en championnat du monde d'endurance FIA et en Weather Tech SportsCar Championnship,.